# Ichneumenoptera commoni
Ichneumenoptera commoni is een vlinder uit de familie wespvlinders (Sesiidae), onderfamilie Sesiinae.
Ichneumenoptera commoni is voor het eerst wetenschappelijk beschreven door Duckworth & Eichlin in 1974. De soort komt voor in het Australaziatisch gebied.